# Gymnostachyum latifolium
Gymnostachyum latifolium là một loài thực vật có hoa trong họ Ô rô. Loài này được T.Anderson mô tả khoa học đầu tiên năm 1867.